# Валмонтоне
Валмонтоне (итал. Valmontone) је насеље у Италији у округу Рим, региону Лацио.
Према процени из 2011. у насељу је живело 13001 становника. Насеље се налази на надморској висини од 267 м.

## Становништво
| 1936. | 1951. | 1961. | 1971. | 1981.  | 1991.  | 2001.  | 2011.  |
| ----- | ----- | ----- | ----- | ------ | ------ | ------ | ------ |
| 6.705 | 7.440 | 8.283 | 9.091 | 10.278 | 11.649 | 12.244 | 14.975 |